# پاستا آلفابت

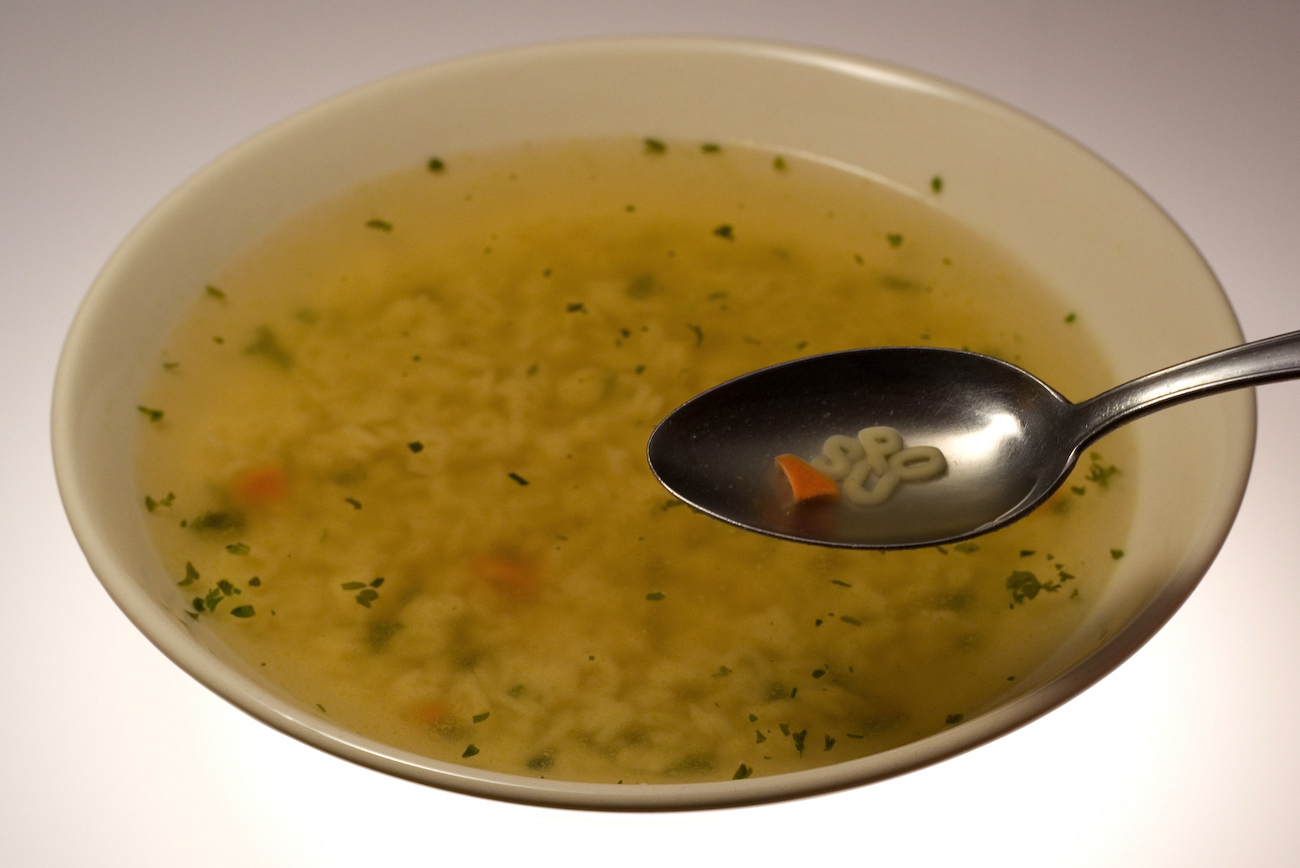
سوپ الفبا

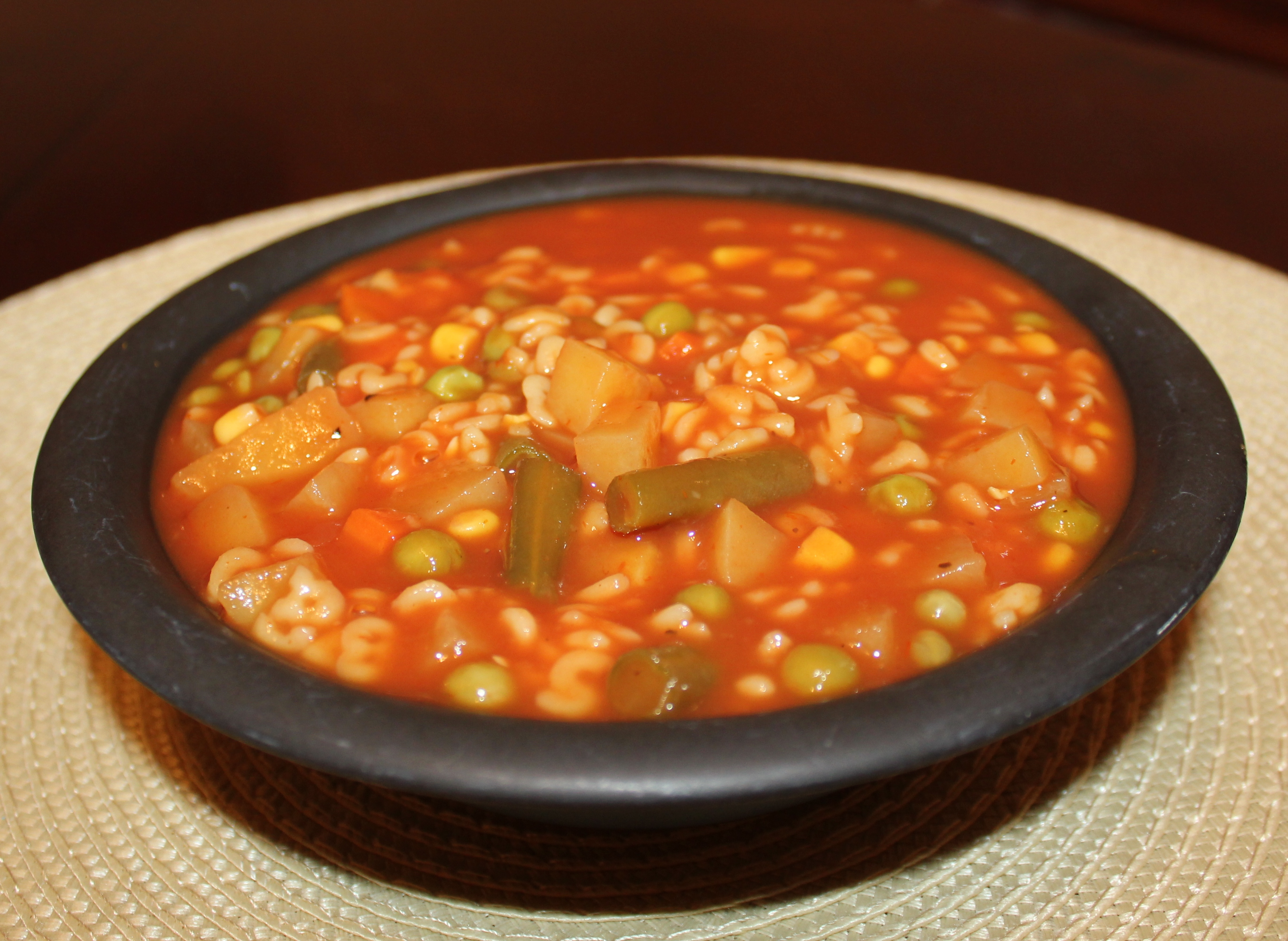
آلفاژتی

پاستا آلفابت که در بریتانیا با نام‌های الفبا و اسپاگتی الفبایی نیز شناخته می‌شود، پاستایی است که به صورت مکانیکی برش داده شده یا با فشرده کردن به شکل حروف الفبا (تقریبا همیشه الفبای لاتین) درآمده است. اغلب در سوپ الفبا سرو شده که به شکل کنسرو سوپ آبدار تغلیظ شده یا به عنوان سوپ بسته‌بندی فروخته می‌شود. نوع دیگر آن، آلفاژتی، شامل پاستا به شکل حرف در سس مارینارا یا سس گوجه‌فرنگی است.
تکه‌های کوچک هویج و برخی ادویه جات اغلب به مواد اضافه می‌شود. معمولاً نودل‌ها اندازه‌ای تا یک سانتی‌متر دارند و به شکل حروف A-Z و به ندرت اعداد ۰–۹ یا علامت @ هستند.